# 菅礼治

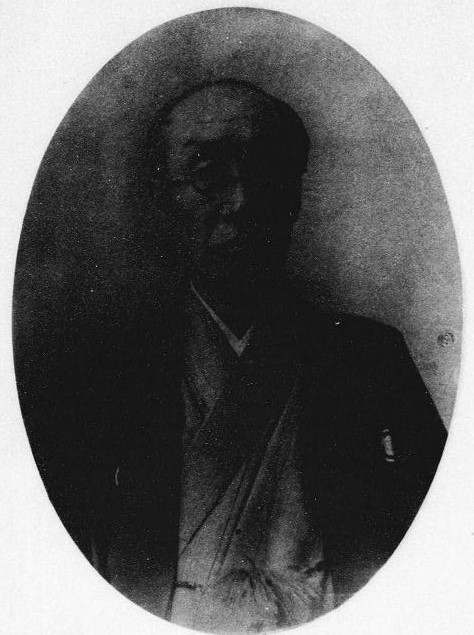
菅礼治

菅 礼治（すが れいじ、1841年（天保12年） - 1912年（明治45年）3月27日）は、秋田商法の先駆者といわれた日本の実業家。出羽国雄勝郡川井村（現在の秋田県湯沢市秋ノ宮）の生まれ。久保田藩の御用木材商であった秋田屋を創業した菅運吉（秋田屋仁左衛門）の子。後の昭和期に東京電力会長などを務めた菅礼之助は長男。第四十八国立銀行頭取（1879 - 1898）、秋田商法会議所会頭（1880）、秋田県会議員。1912年（明治45年）、東京上野桜木町の仮寓で死去（享年72歳）。

## 人物

### 商才を見込まれ江戸深川の木場へ
礼治の父運吉は久保田藩の御用木材商であり、江戸の深川に木場を持つなど手広く商いをおこなっていたが、江戸安政の大火の復旧、江戸城修復などで木材を納入して財をなし、後に徳川御三家（水戸、紀州、尾張）の御用達も務めた。礼治は10代の頃から運吉に商才を見込まれ、深川の木場の管理、増設なども任された。

### 金融業を中心に経済界へ進出
礼治は秋田を代表する商人として渋沢栄一、古河市兵衛などの知遇を得るまでになったが、明治に入ると秋田の経済基盤の拡充を意図して拠点を秋田に戻し、能代で木材業、土崎港で回漕業を営んだ。
1878年（明治11年）には、明治政府から受けた士族の金禄公債のむだ遣いを防ぐため、銀行の創設を提唱し、第四十八国立銀行（現在の秋田銀行の前身）を創設して支配人になり、翌年から19年間頭取を務めた。また一時県会議員にも就いた。また礼治は当時の政商たちと一線を画す節度を持った商いの姿勢から”紳商”と目され、その活躍ぶりからは”秋田の渋沢”とも呼ばれた。

### 私邸が明治天皇東北巡幸の宿泊所に
礼治の盛栄を示す話として、1881年（明治14年）の明治天皇の第二回東北巡幸の際、土崎の礼治の私邸が天皇の宿泊の行在所（あんざいしょ）に指定された。そのため、当時の金額で7750円をかけ、土崎酒田町に新邸を建築した。宿泊は天皇のほか、供の北白川宮能久親王、有栖川宮熾仁親王、参議黒田清隆、参議大隈重信、内務松方正義、御用係山岡鉄太郎（鉄舟）なども一緒だった（なお、その建物は後の土崎の大火で焼失してしまったが、後に明治天皇聖跡保存会の手によって「行在所跡」の碑が建てられ、現在は小公園になっている）。

### 晩年
礼治は、1898年（明治31年）、土崎の大火により大きな損害を受けたのを機に東京へ居を移し、鉱山開発に着手したが大きな成果は得られなかった（青森県秋津鉱山、岩手県卯根倉鉱山の開発は礼治によるもの）。
晩年は東京で財界人としての一歩を踏み出していた長男、礼之助（下記参照）のもとに身を寄せた。1912年（明治45年）3月27日、礼治は東京の上野桜木町の仮寓で急性肺炎のため死去（享年72歳）。墓所は秋田県秋ノ宮および神奈川県の鶴見総持寺に分骨されている。

## 親族
- 菅運吉 - 実父
- 菅礼之助 - 長男（石炭庁長官（第一次吉田茂内閣）、古河グループ取締役、同和鉱業会長、昭和鉱業会長、東京電力会長、経団連評議会議長、日本相撲協会運営審議会会長、一橋大学如水会会長などを歴任）
- 鳥潟サエ（医師鳥潟恒吉の妻） - 礼治の妹

## 参考書籍
- 『第四十八銀行史』若松太平洞著　岡田盛直　（1944年）
- 『現代人物史伝　菅礼之助』　河野幸之助著　日本時報社　（1958年）
- 『秋田の先覚～近代秋田をつちかった人びと～』秋田県広報協会　（1968年10月）
- 『名誉館長館話実施報告抄』新野直吉　秋田県立博物館研究報告第31号 61~80ページ（2006年3月）
- 『新版　俳人菅裸馬』長瀬達郎著　角川文化振興財団　（2017年）